# Peele
Peele est une localité située dans le département de Koubri de la province du Kadiogo dans la région Centre au Burkina Faso. En 2006, cette localité comptait 2 411 habitants dont 49,9 % de femmes.